# Гун, Андрей Леонтьевич
Андре́й Лео́нтьевич Гун (14 [26] апреля 1841, Царское Село — 21 января 1924, Петроград, РСФСР) — русский архитектор, мастер поздней эклектики, художник декоративно-прикладного искусства, академик и действительный член Императорской Академии художеств.

## Биография
Родился 14 апреля 1841 года в Царском Селе, в семье купца-лютеранина «из Ганноверских подданных, не имеющих родового имения» (по сведениям из послужного формуляра).
Родители — Людвиг Кристиан Гун (Ludwig Christian Huhn, 1796—1862), булочник (Bäckermeister) в Царском Селе, женатый на уроженке Санкт-Петербурга Марии Елизавете Брандт (Maria Elisabeth Brandt, 1812—1877).
Учился в Императорской Академии художеств, на архитекторском отделении (1860—1864). В 1861 году, будучи студентом 2-го курса Петербургской Академии художеств, был удостоен малой серебряной медали за «проект вокзала на водах», а в 1863 году за проект «проект монастырских ворот с колокольней» — большой серебряной медали 1-го достоинства. В этом же году «за отличный талант и сказываемые успехи в исторической живописи» он был отправлен пенсионером Академии художеств в Париж, где исполнил почётный заказ — картину на историческую тему «Завоевание Англии норманнами» для Всемирной выставки 1867 года в Париже. По окончании учёбы в 1864 году получил от Академии художеств звание классного художника с правом на чин XIV класса.
В 1860-х годах, наряду с В. А. Шрётером, был помощником петербургского архитектора А. И. Резанова. В 1867—1872 годах А. Л. Гун принимал участие в строительстве дворца великого князя Владимира Александровича на Дворцовой набережной. В 1865 году совместно с Шрётером выполнил конкурсный проект храма Кавказской армии в Тифлисе. С 1867 года регулярно участвовал в устраиваемых Обществом поощрения художеств ежегодных конкурсах на лучший проект в области художественной промышленности. С начала 1870-х годов выступил сторонником русского стиля, осваивал новые композиционные приемы и декоративные мотивы, свойственные деревянному народному зодчеству.
В 1873—1911 годах работал на Петергофской гранильной фабрике — сначала архитектором, затем в 1874—1886 годах был её художественным руководителем, а с 1886 года — директором. С конца 1870-х по рисункам Гуна на Петергофской, Екатеринбургской, Колыванской гранильных фабриках изготовлялись каменные постаменты, скульптуры, вазы, чаши, чарки, блюда, геммы, камеи. В одной из многочисленных справок-характеристик особо подчеркивалось, что: «По художественной промышленности А. Л. Гун много работал по части мебели, мрамора и цветных камней, всегда отличающихся вкусом и оригинальностью и приобретших заслуженную солидную известность как при Высочайшем дворе, так и в публике».
Получил звание академика Академии художеств (1867). С 1869 года Гун вёл преподавательскую деятельность. Преподавал в Институте гражданских инженеров (с 1884), профессор (с 1901), почётный член Совета (с 1912). Являлся членом-учредителем Петербургского общества архитекторов. Действительный член Академии художеств (1907).
Умер в 21 января 1924 года в Петрограде. Был похоронен на Новодевичьем кладбище; могила не сохранилась.

## Важнейшие работы
- Особняк Григория Петровича Митусова (построен в 1848 году; в 1879—1880 гг А. Л. Гун перестроил его в стиле необарокко для нового владельца Э. Ф. Юнкерса)
- Здание Русского страхового общества на Малой Морской ул., 15.
- Дом И. И. Ростовцева (доходный дом Д. И. Филиппова) на Невском пр., 45.
- Дом К. Н. Корфа на Почтамтской ул., 8.
- Особняк Э. А. Кирштена[1] на Рижском пр., 27.
- Отделка концертного зала гостиницы «Славянский базар»
- Проект здания Московской городской думы
- Надгробия императора Александра II и его супруги — Марии Александровны[4]

- Доходный дом (перестройка и расширение). Пионерская ул., 13 (1867)[13]
- Доходный дом Ф. Л. Гуна (перестройка). Гороховая ул., 54 (1870)[14]
- Отделка интерьеров (Большая столовая, кабинет и др.) во дворце вел. кн. Владимира Александровича. Дворцовая наб., 26 (1871—1872)
- Доходный дом (перестройка). Прачечный пер., 5 — Пирогова пер., 19 (1873)[15]
- Доходный дом Ф. Л. Гуна (перестройка). Декабристов ул., 32 — Театральная пл., 2 (1874—1875)[16]
- Доходный дом И. И. Ростовцева (перестройка). Невский пр., 45 — Рубинштейна ул., 2 (1875—1877)[17]
- Особняк Э. А. Кирштена. Рижский пр., 27 (1878—1879)[18][19]
- Особняк Э. Ф. Юнкерса. Большая Морская ул., 59 (1879—1880)[20]
- Дом К. Н. Корфа (частичная перестройка). Почтамтская ул., 8 (1881—1886)[21]
- Здание Русского страхового общества (перестройка). Малая Морская ул., 15 — Гороховая ул., 7 (1882)[22]
- Надгробия Александра II и имп. Марии Александровны в Петропавловском соборе, Петропавловская крепость (1889—1906)
- Церковь Воскресения Христова у Варшавского вокзала. Обводного наб.к., 116 (1904—1908)[23]

- Храм Воскресения Христова у Варшавского вокзала
- Особняк Э. Ф. Юнкерса
- Дом И. И. Ростовцева
- Особняк Кирштена
- Дом Пороховщикова

## Награды
- орден Святого Владимира 3-й[24] и 4-й степеней
- орден Святой Анны 1-й и 2-й степеней
- орден Святого Станислава 1-й и 2-й степеней
- медаль «В память царствования императора Александра III»